# Alleghenyville
Alleghenyville es un lugar designado por el censo ubicado en el condado de Berks en el estado estadounidense de Pensilvania. En el año 2010 tenía una población de 1.134 habitantes.

## Geografía
Alleghenyville se encuentra ubicado en las coordenadas 40°14′4″N 75°58′42″O / 40.23444, -75.97833.